# Большая беседковая птица
Больша́я бесе́дковая пти́ца, или большой серый шалашник (лат. Chlamydera nuchalis) — вид птиц семейства шалашниковых (Ptilonorhynchidae).

## Ареал
Леса, виноградники и мангровые болота на севере Австралии.

## Описание
Тело от 33 до 38 см серого цвета. У самцов на затылке розовый гребень.

### Беседка
Чтобы привлечь самку, самец строит своеобразный шалаш из палочек, который представляет собой подобие коридора длиной около 2 м, ведущего к дворику в центре, и укладывая его различными предметами. «Плитка» из этих предметов располагается в порядке увеличения по мере приближения к центру. В результате «внутренний дворик» выглядит меньше, а самец на его фоне кажется бо́льшим по размеру, так как коридор заставляет самку рассматривать самца с определённого угла зрения.
Пространство вокруг шалаша самец расчищает от листьев и прочего мусора, чтобы привлечь больше самок. Кроме того, очищенное пространство представляет собой противопожарную полосу, а птица ещё и покрывает стены шалаша камнями, косточками и прочими предметами, препятствующими возгоранию.
На постройку беседки уходит не менее недели.
Во время размножения, обычно ранним утром, самец демонстрирует самке своё оперение. При этом он держит во рту цветной предмет, одновременно покачивая головой вверх и вниз.